# Soto la Marina
Soto la Marina är en ort i Mexiko.   Den ligger i kommunen Soto la Marina och delstaten Tamaulipas, i den centrala delen av landet, 500 km norr om huvudstaden Mexico City. Soto la Marina ligger 20 meter över havet och antalet invånare är 9 712.
Terrängen runt Soto la Marina är platt. Runt Soto la Marina är det mycket glesbefolkat, med 3 invånare per kvadratkilometer. Soto la Marina är det största samhället i trakten. Trakten runt Soto la Marina består i huvudsak av gräsmarker.